# Kriegerdenkmal Niedermöllern

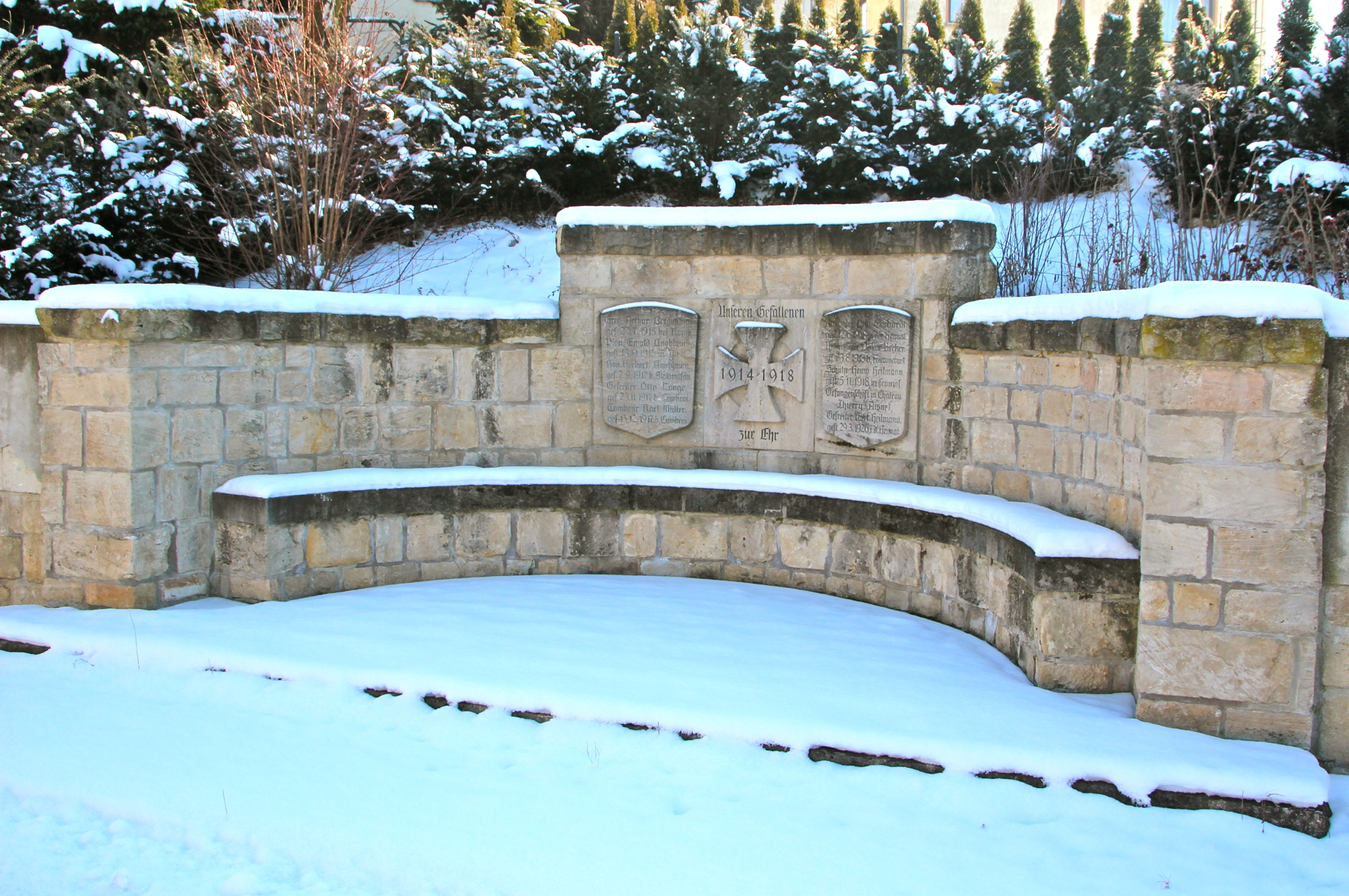
Kriegerdenkmal in Niedermöllern

Das Kriegerdenkmal Niedermöllern ist ein denkmalgeschütztes Kriegerdenkmal im Ortsteil Niedermöllern der Gemeinde Lanitz-Hassel-Tal in Sachsen-Anhalt. Im örtlichen Denkmalverzeichnis ist der Gedenkstein unter der Erfassungsnummer 094 95591 als Baudenkmal verzeichnet.
Bei dem Kriegerdenkmal Niedermöllern handelt es sich um eine halbkreisförmige Mauer. Für die Niederlegung von Kränzen und Blumen wurde davor eine niedrigere Mauer gesetzt. Die Mauer wurde in der Mitte erhöht und es wurden drei Steinplatten angebracht. Die mittlere Steinplatte trägt die Inschrift Unseren Gefallenen 1914 – 1918 zur Ehr sowie ein Eisernes Kreuz. In die beiden äußeren Steinplatten wurden die Namen der Gefallenen des Ersten Weltkriegs eingemeißelt.

## Quelle
- Kriegerdenkmal Niedermöllern, abgerufen am 7. September 2017.